# لو جین
لو جین (لا تان) (چینی ساده: 罗晋; چینی سنتی: 羅晉; پین‌یین: Luó Jìn؛ زادهٔ ۳۰ نوامبر ۱۹۸۱) بازیگر و خواننده اهل چین است. او از آکادمی فیلم پکن در سال ۲۰۰۶ فارغ‌التحصیل شده‌است.

## فیلم‌شناسی

### فیلم
| سال  | عنوان فارسی      | عنوان چینی       | نقش       | توضیحات |
| ---- | ---------------- | ---------------- | --------- | ------- |
| ۲۰۰۷ | فوجیان بلو       | 金碧辉煌         | ا لونگ    |         |
| ۲۰۱۰ | ذیبا             | 美错             | لی وی     |         |
| ۲۰۱۰ | رودخانه روی هوا  | 不可复制的恋人   | لو یانگ   |         |
| ۲۰۱۰ | صبح بخیر عشقم    | 早安我的爱       | وانگ‌هایی  | [ ۱ ]   |
| ۲۰۱۶ | شوان‌زانگ         | 大唐玄奘         | لی چانگ   |         |
| ۲۰۱۶ | روزی روزگاری     | 三生三世十里桃花 | ژه یان    |         |
| ۲۰۱۶ | خاکستر           | 追·踪            | وانگ دونگ | [ ۲ ]   |
| ۲۰۲۱ | تابستان بی پایان | 八月未央         | ژائو یان  | [ ۳ ]   |